# 阜阳西站
阜阳西站位于中国安徽省阜阳市颍州区颍西街道，是商杭客运专线和郑阜高速铁路沿线上的一座车站，同时预留淮宿阜城际铁路引入条件。站房中心里程为商杭客专DK184+169.000，2015年12月18日开始建设，2019年12月1日建成启用。

## 车站结构
阜阳西站初期建设7座站台及17条股道，其中商杭场设5台10线，郑阜场设2台7线。郑阜高速线在该站南侧的后竹园线路所与商杭客专线接轨。车站站房面积为40000平方米，采用高架候车、上进下出的模式。远期建设淮阜城际场时将扩建为60000平方米。

### 站场布局

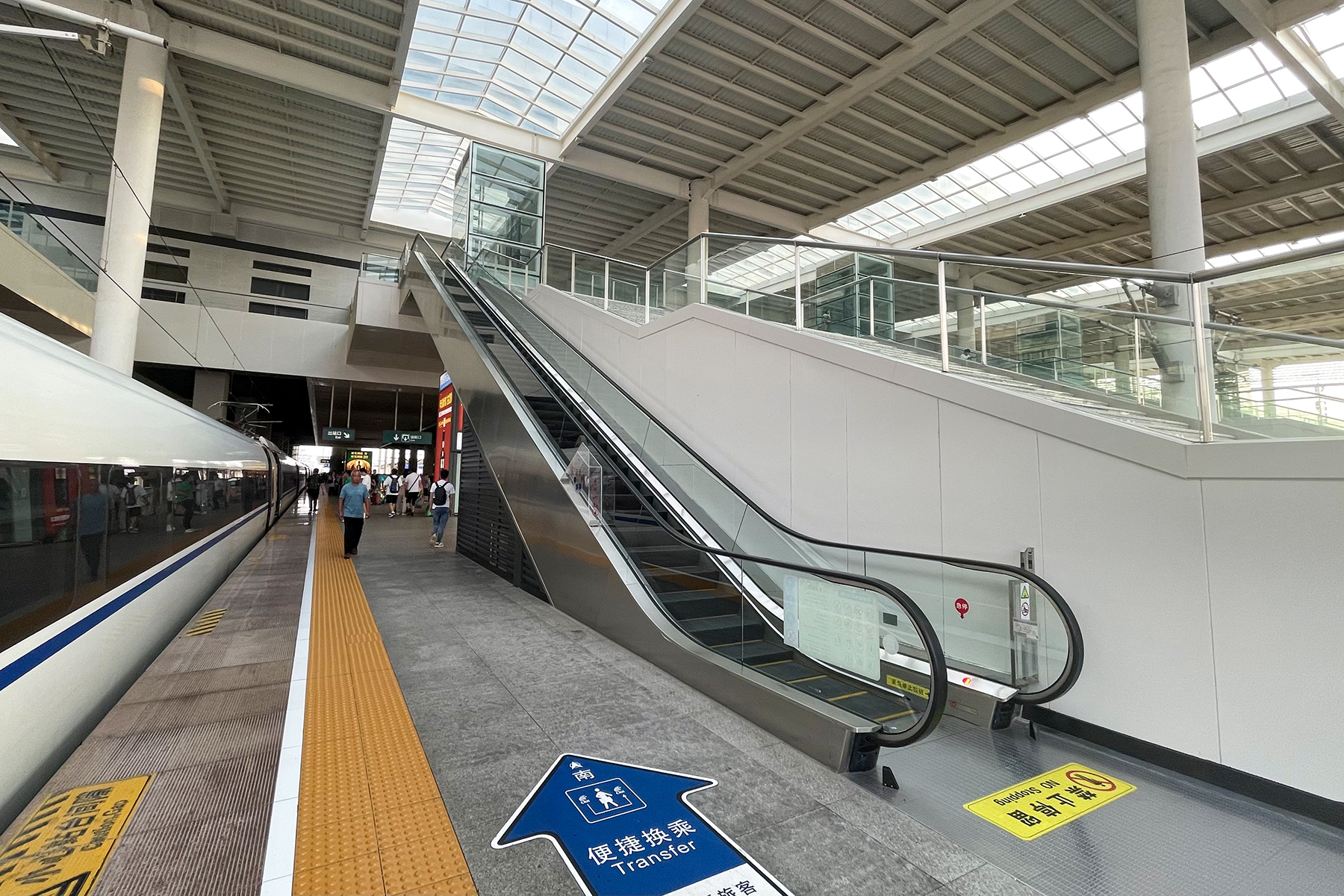
车站站台

| 侧式站台 |                                           |
| 1站台    | 商杭客运专线 往杭州东站方向（颍上北站）   |
| 2站台    | 商杭客运专线 往杭州东站方向（颍上北站）   |
| 岛式站台 |                                           |
| 3站台    | 商杭客运专线 往杭州东站方向（颍上北站）   |
| 通过线   | 商杭客运专线 下行列车通过线               |
| 通过线   | 商杭客运专线 上行列车通过线               |
| 4站台    | 商杭客运专线 往商丘站方向（太和东站）     |
| 岛式站台 |                                           |
| 5站台    | 商杭客运专线 往商丘站方向（太和东站）     |
| 6站台    | 商杭客运专线 往商丘站方向（太和东站）     |
| 岛式站台 |                                           |
| 7站台    | 商杭客运专线 往商丘站方向（太和东站）     |
| 8站台    | 商杭客运专线 往商丘站方向（太和东站）     |
| 岛式站台 |                                           |
| 9站台    | 郑阜高速铁路 往合肥站方向（颍上北站）     |
| 10站台   | 郑阜高速铁路 往合肥站方向（颍上北站）     |
| 岛式站台 |                                           |
| 11站台   | 郑阜高速铁路 往合肥站方向（颍上北站）     |
| 通过线   | 郑阜高速铁路 下行列车通过线               |
| 通过线   | 郑阜高速铁路 上行列车通过线               |
| 12站台   | 郑阜高速铁路 往郑州航空港站方向（临泉站） |
| 岛式站台 |                                           |
| 13站台   | 郑阜高速铁路 往郑州航空港站方向（临泉站） |